# Karasura

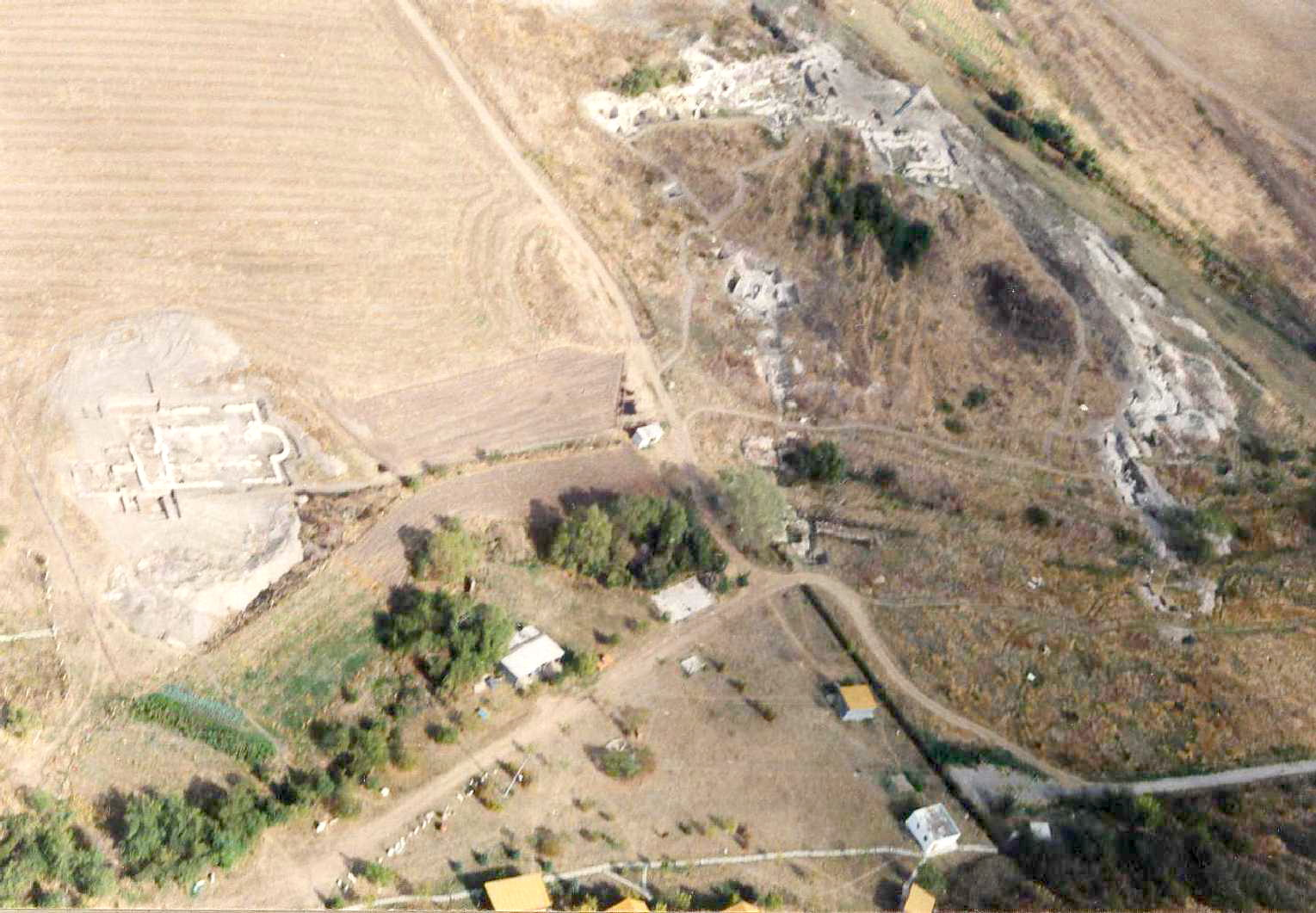
Luftaufnahme – Grundmauern der Festung Karasura

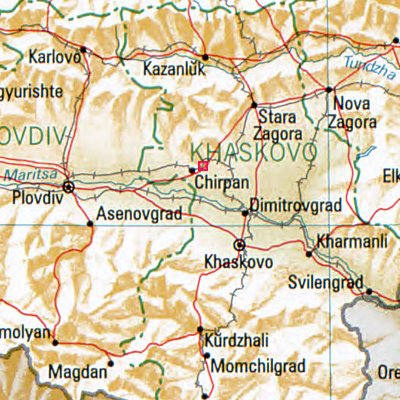
Karasura (rotes Viereck) – Bulgarien – Nachbarorte: Tschirpan, Plowdiw, Stara Sagora, Dimitrowgrad

Karasura (bulgarisch Карасура; griech. Καράσθυρα) war eine spätrömische Wegestation (statio milliaria) im Norden Thrakiens, einige Kilometer südlich des Dorfes Rupkite in Richtung des Dorfes Swoboda (bulg. Свобода).

## Lage
Karasura lag zentral im heutigen Südbulgarien an den Südhängen des Balkangebirges in der Oblast Stara Sagora, 6 km nordöstlich der Stadt Tschirpan, 500 m neben der Autobahn Burgas–Plowdiw (Autobahn Thrakien; bulg. автомагистрала „Тракия“). Die Ausgrabungsstätte umfasst außer dem Hügel Kaleto noch den weiter südlich gelegenen Hügel Kajrjaka (Кайряка).

## Name
Die Wegestation entwickelte sich im Laufe der Zeit zu einer Festung, von der heute nur noch die Fundamente stehen. Der wichtigste (nördliche) Teil der Festung (Zitadelle) wurde auf einem prähistorischen Siedlungshügel erbaut. Die Festungsanlage wird durch einen kleinen Fluss (Стара река, Stara Reka, zu deutsch: Alter Fluss) in zwei Abschnitte geteilt.
Da die Festung Karasura nur einen kleinen zeitlichen Ausschnitt aus der Geschichte dieses Ortes darstellt und es nicht einmal zu der Festung schriftliche Quellen gibt, wird die Stelle in archäologischen Schriften auch oft als „archäologisches Objekt Karasura“ oder „Grabungsstätte beim Dorf Rupkite“ oder „Grabungsstätte bei Tschirpan“ (auch „Grabungsstätte CŠirpan“) beschrieben. Im Internet wird oft auch fälschlicherweise von der „römischen Militärstraße Karasura“ gesprochen. Auch die Schreibweise Carassure (griech. Καράσθυρα) ist anzutreffen.
Seit 2014 ist die Station Namensgeber für den Karasura-Gletscher im Ellsworthland in der Antarktis.

## Geschichte
Karasura lag an der römischen Straße (Via Militaris) Konstantinopel (heute Istanbul) – Adrianapolis (heute Edirne) – Karasura – Philippolis (heute Plowdiw) – Serdica (heute Sofia) – Naissos (heute Nis) – Singidunum (heute Belgrad). Diese diagonal über den Balkan verlaufende Straße war in der Antike die kürzeste Verbindung zwischen Europa und dem Nahen Osten. Als römische Militärstraße verband sie die wichtigsten und größten römischen Städte dieser Region mit der Hauptstadt des oströmischen Reiches, Konstantinopel. Entlang dieser Städte an der alten Römerstraße verläuft heute die E75 und E80 mit einer ähnlich großen Bedeutung für den europäischen Transitverkehr.

### Steinzeit
Bereits am Ende der Jungsteinzeit (ca. 5000 v. Chr.), jedoch nicht vor der spätneolithischen Phase Karanovo IVb, begann die Besiedlung dieses Ortes. Die günstigen natürlichen Gegebenheiten, wie fruchtbare Böden, großer Wasserreichtum und das Mittelmeerklima, boten günstige Lebensbedingungen. Ihren Höhepunkt fand die prähistorische Siedlungstätigkeit in der Zeit vom Äneolithikum bis zur frühen und mittleren Bronzezeit.
Zuerst gab es nur eine unbefestigte Siedlung. Zum Schutz wurden Erdwälle aufgeschüttet. Das wurde insgesamt sechsmal wiederholt. Wegen der Erdaufschüttungen und der langen Besiedlung bildete sich bis zur Zeitenwende allmählich ein Siedlungshügel. Er war 19 m hoch aus und maß an seiner Basis 150 × 170 m. Dieser Hügel trägt heute den Namen Kaleto (bulg. Калето). Bei Tiefengrabungen in diesem Siedlungshügel wurden prähistorische Befestigungen gefunden, viele Alltagsgegenstände und auch Kultgegenstände.

### Antike
In der Nähe der prähistorischen Siedlung wurden zahlreiche römische Heiligtümer (Tempel) entdeckt, die zum Beispiel Asklepios, Pluton und besonders dem Hauptgott Apollon gewidmet waren. Von ihnen sind zahlreiche Fragmente gefunden worden. In diesen Tampeln konnten die Reisenden ihre Opfergaben darbringen und ihre Götter anbeten. Es wurden auch eine Vielzahl von Reliefdarstellungen des Thrakischen Reiters gefunden, eine Kultfigur der Thraker.
Im römischen Itinerarium Burdigalense, einem der ältesten bekannten Reisehandbücher (Itinerar) aus dem 4. Jahrhundert, wird diese Station an der Militärstraße unter dem Namen Karasura angegeben.
Griechische Quellen erwähnen zu ungefähr der gleichen Zeit die Festung Karasura an der Militärstraße und im 4. Jahrhundert eine gewisse Festung Karstira. Vieles deutet darauf hin, dass Karasura im 4. bis 6. Jahrhundert n. Chr. auch Bischofssitz war. Von der Lage her ist Karasura zu römischen Zeiten der römischen Provinz Thrakien zuzuordnen.

### Mittelalter
Die Einfälle und Plünderungen der Goten, Awaren und Slawen führten Ende des 6. Jahrhunderts zu einem gewaltsamen Ende der Festung. Danach siedelten in Karasura Armenier und danach Slawo-Bulgaren. Bis zum Jahr 971 gehörte die Region zum Reich der Bulgaren. Im 9. Jahrhundert plünderten nomadisierende Stämme der Petschenegen und Kiptschak die Ansiedlung aus.
Im 11. Jahrhundert wurde die Siedlung über die Grenzen der antiken Festungsmauern hinaus erweitert und umfasste danach eine Fläche von etwa 100 Hektar. Die ständigen Überfälle durch feindliche Eroberer zwangen die Bewohner immer wieder dazu, ihre Schätze zu verstecken. Da nach blutigen Überfällen nicht jeder Besitzer seine Schätze wieder bergen konnte, fanden die Archäologen in Karasura einen Schatz aus 49 byzantinischen anonymen Münzen aus dem frühen 11. Jahrhundert, der in einem Gefäß vergraben war.
Die Siedlung bestand ohne Unterbrechung fast 6000 Jahr lang, bis zum 13. Jahrhundert. Ihre wechselvolle Geschichte wurde durch die Lage am Transitweg bestimmt, über den römische Legionen zogen, Eroberer, Kreuzfahrer, Händler, Räuber und immer wieder neue Siedler, die gute Siedlungsplätze suchten. Deshalb wurde die Siedlung durch regelmäßige Zerstörung und Wiederaufbau geprägt.

## Archäologische Grabungen
Bereits Ende des 19. Jahrhunderts wurden die antiken Ruinen bei Tschirpan – auf dem Hügel Kaleto (Калето, identisch mit dem Siedlungshügel) – als Karasura identifiziert. Obwohl die Archäologen sich schon lange für den Platz interessierten, begannen die Grabungen erst 1981. In insgesamt 18 archäologischen Grabungskampagnen wurden Festungsmauern, 10 Türme, Bastionen und drei Tore ausgegraben, so dass der Grundriss der Stadt deutlich erkennbar ist. Die bisher gefundenen Festungsmauern umschließen eine Fläche von etwa 4 Hektar, mit öffentlichen Gebäuden, Sakralbauten, Wohnhäusern und Wirtschaftsgebäuden.

### Nekropolen
In den Gräbern in Karasura haben die Archäologen über 1000 Skelette gefunden. Die ältesten dieser Nekropolen stammen aus dem 4. bis 6. Jahrhundert. Einer der Verstorbenen war Teodoros aus Philippolis (dem heutigen Plowdiw), wie auf seiner Grabplatte zu lesen war. Einige Gräber zeugen von blutigen Überfällen, da dort die Toten zahlreiche Verletzungsspuren hatten und nicht sehr tief begraben waren.
Im frühen Mittelalter (8.–9. Jahrhundert) wurden verstorbene junge Mädchen wie für eine Hochzeit geschmückt und in dieser Kleidung begraben. Für den Reichtum der hiesigen Bevölkerung sprechen viele vergoldete Schmuckstücke aus Silber.

### Getreidelager
In der Ausgrabungsschicht aus dem 12. Jahrhundert wurden große zugemauerte Getreidelager gefunden. Sie konnten genau auf die Zeit des Dritten Kreuzzuges (1189–1192) unter Kaiser Barbarossa datiert werden. Wahrscheinlich wurden sie auf Anordnung des byzantinischen Kaisers angelegt, um die Truppen bei ihrem Weg durch Karasura zu versorgen.

### Rotlackkeramik
Aber auch viele Händler lagerten ihre Waren in Karasura. So fanden die Archäologen chinesisches Porzellan, eine ganze Sammlung von luxuriösem Essgeschirr (30 Stücke) aus Keramik aus dem Persien des 11./12. Jahrhunderts (Rotlackkeramik, der einzige Fund dieser Art auf dem ganzen Balken und in Kleinasien).
Es wurden Säulen mit Inschriften gefunden, Skulpturen, Kultdenkmäler aus der vorchristlichen Epoche, Gebrauchsgegenstände, Münzen und Keramiken aus verschiedenen Epochen. Von den Keramikgefäßen konnten 250 Gefäße restauriert werden.

### Kirchen
Aus dem Mittelalter wurden drei Kirchen gefunden. Außerhalb der Festungsmauern wurde eine frühchristliche Basilika entdeckt, sie ist eine der größten dieser Epoche in Thrakien. In ihr wurde in der Nähe der Altarnische ein zugemauertes Grab eines hohen Geistlichen entdeckt – wahrscheinlich ein Bischof. In den meisten Gräbern unter dem Boden der Kirche wurden Leichname gefunden, die in Kleidung aus Goldbrokat bestattet wurden. An anderen Skeletten wurden rheumatische Veränderungen gefunden.
Eine zweite Basilika, die ebenfalls aus dieser Epoche stammt, liegt auf dem höchsten Punkt des Hügels Kaleto. Eine dritte Kirche befindet sich in der nördlichen Vorstadt der Siedlung.

### Deutsche Grabungsgruppe
Auf dem Gelände der ehemaligen Festung wurden von 1981 bis 1991 archäologische Grabungen von einer deutsch-bulgarischen Gruppe (Bulgarische Akademie der Wissenschaften und Zentralinstitut für Alte Geschichte und Archäologie der Akademie der Wissenschaften der DDR, u. a. mit dem deutschen Archäologen Lutz Martin) durchgeführt. Der örtliche Grabungsleiter war Michael Wendel (jetzt Universität Halle) und die bulgarische Grabungsgruppe wurde von Christo Bujukliew (Христо Буюклиев, Museum Stara Zagora) geleitet. Forschungsschwerpunkt auf deutscher Seite war die spätantike und mittelalterliche Siedlungsgeschichte.
Die Fundstücke dieser Grabungen befinden sich im historischen Museum in Tschirpan. Die Ergebnisse der Grabungen werden in mehreren Monografien aufgearbeitet.

## Offene Fragen
Seit Beginn der Grabungen 1981 haben sich die geschichtswissenschaftlichen Erkenntnisse gewandelt, was auch zu einer teilweisen Neubewertung der Funde im Rahmen der sich verbessernden Kenntnisse über das Gesamtbild der Geschichte im Balkanraum führte (zum Beispiel bei einer wissenschaftlichen Tagung zum Thema Karasura 1996 aus Anlass des 15. Jubiläums des Grabungsbeginns).
Weiterhin ungeklärt ist, ob Karasura mit Diokletianopolis identisch ist. Diokletianopolis ist nach historischen Quellen der Sitz einer Kirchenunterprovinz (Suffragandiözese) bei Philippopolis (heute Plowdiw) in Thrakien. Überhaupt ist die Frage nach den Kirchenprovinzen Thrakiens ungeklärt.

## Verein Carassura
Die Ausgrabung wurde durch den Verein zur Förderung der deutsch-bulgarischen archäologischen Grabungen, Carassura e.V. Halle, beim Institut für Prähistorische Archäologie der Universität Halle gefördert.

## Keramikgravuren
Unabhängig von den archäologischen Grabungen sind zwei Hobbyarchäologen (der ehemalige Bürgermeister der Stadt Tschirpan und seine erwachsene Tochter) mit ihrer Erkenntnis an die Öffentlichkeit getreten, dass auf vielen kleinen Keramikfundstücken ganz filigrane Gravuren zu sehen sind, die sich nur bei der Betrachtung gegen das Licht sehen lassen und von einer bisher unbekannten Handwerkskunst zeugen müssen.